# Pétur Guðmundsson
Pétur Guðmundsson, né le 30 octobre 1958 à Reykjavik, en Islande, est un ancien joueur islandais de basket-ball, évoluant au poste de pivot, devenu entraîneur.